# اوسترووه (استان ووتسکی)
اوسترووه (به لهستانی:  Ostrowy) یک روستا در لهستان است که در گمینا نووه اوسترووه واقع شده‌است. اوسترووه ۱٬۲۰۰ نفر جمعیت دارد.